# Rustenburg (Pays-Bas)
Pour les articles homonymes, voir Rustenburg.
Rustenburg est un village situé dans la commune néerlandaise de Koggenland, dans la province de la Hollande-Septentrionale. En 2004, le village comptait 220 habitants.